# تشخیص خویشاوندی
تشخیص خویشاوندی (انگلیسی: Kin recognition) توانایی ارگانیسم برای تمایز بین خویشاوندان ژنتیکی نزدیک و غیر خویشاوندان است. در زیست‌شناسی فرگشتی و روان‌شناسی، فرض می‌شود که چنین توانایی برای اجتناب از خویش‌آمیزی تکامل یافته‌است، اگرچه جانوران معمولاً از همخونی اجتناب نمی‌کنند.